# Kerripit River
Kerripit River är ett vattendrag i Australien.   Det ligger i delstaten New South Wales, i den södra delen av landet, 2 300 km sydväst om huvudstaden Canberra.